# Tomophyllum polytrichum
Tomophyllum polytrichum là một loài thực vật có mạch trong họ Polypodiaceae. Loài này được (Copel.) Parris mô tả khoa học đầu tiên năm 2007.